# X del Cranc
X del Cranc (X Cancri) és un estel variable a la constel·lació del Cranc situat pràcticament sobre l'eclíptica. Es troba a una distància aproximada de 620 parsecs (2.020 anys llum) del sistema solar.
X Cancri és un estel de carboni de tipus espectral CV5 amb una temperatura superficial de només 2.645 K. En els estels de carboni, al contrari que en la major part dels estels incloent-hi al Sol, l'abundància de carboni és major que la d'oxigen; així, la relació carboni-oxigen en X Cancri és de 1,14. A més, aquests estels experimenten una important pèrdua de massa estel·lar; X Cancri ho fa a raó de 6,3 × 10-7masses solars per any. La seva lluminositat bolomètrica —considerant totes les longituds d'ona— és gairebé 16.000 vegades major que la lluminositat solar. Durant una ocultació lunar s'ha mesurat el seu diàmetre angular, el qual, una vegada considerat l'enfosquiment de limbe, és de 9,00 ± 0,80 mil·lisegons d'arc. Això permet avaluar el seu diàmetre real, sent aquest 600 vegades més gran que el diàmetre solar; aquesta xifra, en dependre de la distància i donada la incertesa en la mateixa, és només aproximada.
Catalogada com a variable semiregular SRB, la lluentor de X Cancri varia entre magnitud aparent +5,6 i +7,5 en un període de 195 dies.